# بيع التقسيط
بيع التقسيط هو أحد أوجه البيع في الإسلام.

## البيع
البيع في الفقه الإسلامي له صور عديدة، منها التعجيل والتأجيل. تعجيل الثمن وتأجيل المبيع هو بيع السلم، وأما تعجيل المبيع وتأجيل الثمن فهو بيع النسيئة. وبيع التقسيط هو صورة من صور بيع النسيئة، ويختلف في تأجيل الثمن، كله أو بعضه، على أقساط معلومة لآجال معلومة.وكتاب بيع التقسيط يقسم إلى ثمان مباحث.

### تعريف
البيع: معاوضة مال بمال تمليكاً وتملكاً.

التقسيط: لغة: تقسيم الشيء وتنجيمه إلى أجزاء متفرقة.

اصطلاحاً: هو بيع الشيء بثمن مؤجل يدفع على أقساط معلومة في أوقات محددة، أكثر من ثمن الحال.

### حكم بيع التقسيط
بيع التقسيط هو صورة من صور بيع النسيئة. وبيع النسيئة جائز، وبالتالي فبيع التقسيط جائز أيضاً حتى مع اختلاف أن يكون الثمن مقسط أقساط. والدليل على جواز بيع النسيئة قول تعالى:﴿يا أيها الذين آمنوا إذا تداينتم بدين إلى أجل مسمى فاكتبوه...﴾. وأيضاً ما أخرجه البخاري ومسلم عن عائشة – ا- قالت: (اشترى رسول الله من يهودي طعاماً بنسيئة، فأعطاه درعاً له رهناً).
ومن الأدلة على جواز الزيادة لأجل التأجيل أو التقسيط:- 
من القرآن: ﴿يا أيها الذين آمنوا لا تأكلوا أموالكم بينكم بالباطل إلا أن تكون تجارة عن تراض منكم﴾. وبيع التقسيط من قبيل التجارة التي تمت عن تراض فكان جائز.
من السنة:
ما جاء عن ابن عباس مرفوعاً:(من سلف في تمر فليسلف في كيل معلوم ووزن معلوم). ووجه الدلالة أن البيع بثمن مؤجل أو بالتقسيط هو عكس لصورة السلم، لكنه من جنسه، لأن الثمن فيها يختلف عن البيع، ففي السلم يدفع المشتري رأس مال السلم ليستلم المبيع بعد أجل، ودائماً يكون رأس مال السلم أقل من سعر السلعة المسلمة، بينما الثمن المؤجل أو مجموع الأقساط تكون أكثر من سعر السلعة المبيعة، ومن هنا كان البيع بالتقسيط عكس السلم. فمثلاً إذا كان ثمن كيلة القمح درهمين، فقد أجاز الشارع أن تسلف درهمين لتأخذ كيلتين من القمح بعد أجل. أو تأخذ كيلتين حالاً وتدفع درهمين أو ثلاثة إلى أجل.

### اعتراضات وإجابات
أثار المحرمون للبيع بالتقسيط عدداً من الشبه والاعتراضات، واحتجوا ببعض الأحاديث التي فيها النهي عن صور بعض البيوع، واعتبروا هذا البيع داخلاً ضمنها.
1- ما جاء في النهي عن بيعتين في بيعة أو صفقتين في صفقة:
عن أبي هريرة قال: قال رسول الله صلى الله عليه وسلم: (من باع بيعتين في بيعة فله أوكسهما أو الربا). وقيل معنى صفقتين في صفقة أن يقول الرجل للرجل: أبيعك هذا نقداً بكذا ونسيئة بكذا ويفترقان عليه. وقال الشيخ الألباني عن النهي عن بيعتين في بيعة: اختلف العلماء قديماً وحديثاً على ثلاثة أقوال:
الأول: أنه باطل مطلقاً. وهو مذهب ابن حزم.
الثاني: أنه لا يجوز إلا إذا تفرقا على أحدهما. ومثله إذا ذكر سعر التقسيط فقط.
الثالث: أنه لا يجوز، ولكنه إذا وقع ودفع أقل السعرين جاز.
إن القول الثاني أضعف الأقوال، لأنه لا دليل عنده إلا الرأي، مع مخالفة النص، ويليه القول الأول، لأن ابن حزم الذي قال به ادعى أن حديث الترجمة منسوخ بأحاديث النهي عن بيعتين في بيعة وهذه دعوة مردودة لأنها خلاف الأصول.
ومعنى الحديث بتفسير ما نهي عنه من بيعتين في بيعة على وجهين:
الأول: أن يقول: بعتك هذا الثوب نقداً بعشرة ونسيئة بخمسة عشر، فهذا لا يجوز، لأنه لا يدري أيهما الثمن الذي يختاره منهما فيقع به العقد، وإذا جهل الثمن بطل البيع. ولكنه إذا تحدد الثمن واختار احدهما ثم افترقا، فهذا جائز.
الثاني: أن يقول: بعتك هذا العبد بعشرين ديناراً، على أن تبيعني جاريتك بعشرة دنانير. فهذا أيضاً فاسد، لأنه جعل ثمن العبد عشرين ديناراً، وشرط عليه أن يبيع جاريته بعشرة دنانير. وذلك لم يلزمه. فإذا لم يلزمه سقط بعض الثمن، وإذا سقط بعضه صار الباقي مجهولاً.
2- ما جاء في النهي عن شرط وبيع وسلف وبيع:
عن عمرو بن شعيب عن أبيه عن جده قال: قال رسول الله: (لا يحل سلف وبيع، ولا شرطان في بيع، ولا ربح ما لا يضمن، ولا بيع ما ليس عندك). وقد فسر قوله (ولا شرطان في بيع) أن يقول: بعتك هذا الثوب حالاً بدينار، ونسيئة بدينارين. والجواب عن ذلك أنه لا توجد علاقة البتة بين بيع التقسيط وبين النهي عن شرط وبيع وسلف وبيع. وفسر بأن يقول: (خذ هذه السلعة بعشرة نقداً، وآخذها منك بعشرين نسيئة) هي مسألة العينة بعينها، وإذا هو المعنى المطابق للحديث، فإنه إذا كان مقصوده الدراهم العاجلة بالآجلة فهو لا يستحق إلا رأس ماله وهو أوكس الثمنين، فإن أخذه أخذ أوكسهما، وإن أخذ الثمن الأكثر فأخذ الربا.
3- عن أبي إسحاق السبيعي عن امرأته العالية بنت أيفع بن شراحيل أنها قالت:
(دخلت أنا وأم ولد زيد بن أرقم، وامرأته على عائشة ا، فقالت أم ولد زيد بن أرقم: إني بعت غلاماً من زيد بن أرقم بثمانمائة درهم إلى العطاء، ثم اشتريته منه بستمائة درهم. فقالت لها: بئس ما شريت، وبئس ما اشتريت؛ أبلغي زيد بن أرقم أنه قد أبطل جهاده مع رسول الله صلى الله عليه وسلم إلا أن يتوب).
قالوا: فهذا الخبر يدل على أن الثمن النقدي أقل من الثمن المؤجل، كما يدل على أن المعاملة غير جائزة، كما أفادت عائشة ا، وهي لا تقول مثل هذا التغليظ، وتقدم عليه؛ إلا بتوقيف سمعته من الرسول صلى الله عليه وسلم؛ فجرى مجرى روايتها عن ذلك. والغير جائز المقصود هو بيع الشيء بثمن مؤجل ثم شراؤه بثمن معجل أقل من بائعه.

### بيوع لا يجوز فيها الأجل
ثبت في الأحاديث الصحيحة أن هناك بعضا البيوع لا يجوز فيها الأجل مثل قوله صلى الله عليه وسلم:(الذهب بالذهب، والفضة بالفضة، والبر بالبر، والشعير بالشعير، والتمر بالتمر، والملح بالملح، مثلاً بمثل، سواء بسواء، يداً بيد؛ فإذا اختلفت هذه الأشياء فبيعوا كيف شئتم؛ إذا كان يداً بيد). فهذه الأصناف الستة وما في معناها مما تتحقق فيه علة الربا، لا يجوز فيها الأجل؛ فلا يصح بيع ذهب مؤجل بذهب معجل، أو فضة معجلة بفضة مؤجلة، أو قمح معجل بقمح مؤجل... إلخ، سواء كان هناك تفاضل أم لا؛ غير أن التفاضل عند اختلاف الأجناس يصح إذا كان يداً بيد. وما عدا ذلك من البيوع فالأصل الجواز فيها. وأيضاً يجوز بيع الحنطة بالذهب أو الفضة نساء، بمعنى أنه يجوز بيع ربوي بآخر لا يشاركه في العلة، مؤجلاً ومتفاضلاً...

### العلاقة بين بيع التقسيط وبعض البيوع المحدثة
أولاً: بيع التقسيط والبيع الإجاري أو الشراء الاستئجاري:
البيع الإجاري هو إيجار ينتهي بالبيع (التمليك). حيث يتم الاتفاق بين الطرفين على أن يبيع أحدهما للآخر سلعة معينة وتحدد قيمتها، إلا أن هذه العلاقة لا تحدث آثارها فتنتقل ملكية السلعة إلى المشتري مباشرة، ولكن تظل العلاقة بينهما محكومة بقواعد عقد الإجارة لحين إتمام المشتري سداد أقساط إيجارية تعادل ثمن المبيع المتفق عليه خلال مدة محددة، عند ذلك تنتقل ملكية السلعة نهائياً إلى المشتري ويصبح له كامل الحقوق عليها. ويلجأ إلى هذا الأسلوب بدل بيع التقسيط، رغبة من صاحب السلعة في الاحتفاظ بملكيتها حتى الانتهاء من آخر قسط، وهذا يحقق له أمرين: ضمان التزام المشتري وحرصه على إتمام السداد، والأمر الآخر أنه لو أفلس المشتري، لا تدخل السلعة في التفليسة.
ثانياً: بيع التقسيط والتمويل الإيجاري:
وهو كالبيع الإجاري إلا أن السلعة التي يراد تأجيلها لم تدخل بعد في ملك المؤجر، فهو إيجار قبل الشراء. وهو مشتمل على وعدين، وعد بالإجارة، ووعد ببيع السلعة في نهاية الإجارة، وهذه المعاملة تكون جائزة شرعاً إذا كان الوعدان غير ملزمين، أما إن كان أحد الوعدين ملزماً، فلا يختلف الحكم فيها عن البيع الإيجاري ومعها إيجار ما لا يملك – إذا كان وعد الإجارة هو الملزم.

### حكم بعض الشروط المقترنة بعقد بيع التقسيط
أولاً: شرط الاحتفاظ بالملكية:
وهذه حيلة حديثة يلجأ إليها للتخلص من أخطار مماطلة المشتري أو إفلاسه. فيجعلون السلعة مؤجرة لهم بيد المشتري، وتبقى ملكاً لهم، فإن استمر في السداد حتى آخر قسط شرطوه تم البيع، وكتبوا له ملكية السيارة أو العقار مثلاً، فإن انقطع في السداد استردوا سلعتهم، وجعلوا ما وصلهم أجرة لما مضى من استعمال المبيع، فهذا الشرط لهم فيه مصلحة، فيدخل في تعريف الفقهاء للشرط بأنه إلزام أحد المتعاقدين الآخر بسبب العقد ماله فيه منفعة. والبعض قالوا أنه فاسد والبعض الآخر قالوا أنه جائز.
ثانياً: شرط عدم التصرف في المبيع إلى حين استيفاء الثمن (الشرط المانع من التصرف):
الأصل في عقد البيع أنه من العقود الناقلة للملكية. والمنع من التصرف مناف للأصل. ولكنه يمكن أن يجوز في بعض الحالات، وهي إذا اشترط البائع أن المبيع يكون رهناً له في بقية الثمن، وذلك جائز عند الجمهور، وحيث إن الأكثر على وجوب قبض المرتهن للرهن فإنه قد يكتفي في هذه الأزمنة بقبض صك العقار، حتى لا يتمكن المشتري من التصرف فيه ببيع أو هبة أو وقف أو رهن.

### التأخر عن سداد الأقساط أو التخلف عنه
مسألة تأخر المشتري في السداد وما يتبع ذلك من أضرار على البائع، من أهم المسائل التي تحتاج إلى بحث ونظر من أهل العلم لوضع قيود والضوابط التي تحد من آثار هذه المشكلة أو تمنعها كلياً، في إطار شرعي. فيجب وضع عقوبات على المشتري، ولكن لا يجوز أن تكون عقوبات مالية، بل عقوبات بدنية أو حبس أو غيرها.ومن الوسائل المقترحة للتغلب على مشكلة تخلف المشتري عن سداد الأقساط: لضمان حق البائع، يجب عليه قبل كاتبة العقد التأكد من جدية المشتري والتزامه في معاملاته المادية السابقة، والتأكد من دقة البيانات ومحل الإقامة بدقة للمشتري. ويجب عليه مع العقد أن يشترط ضمانات كأن يشترط أن يقدم المشتري كفالة أو رهن.ومن الوسائل المقترحة لردع المستهترين: الحجر على المدين وحبسه ومنعه من السفر.

### آداب البيع بالتقسيط
من الآداب على البائع عدم استغلال حاجة الناس إلى التأجيل والتقسيط بالمغالاة في نسبة الربح التي يضعها. ومن الآداب على المشتري:
1- عدم الإقدام على المعاملة إلا إذا كان عازماً على السداد، قادرا عليه.
2- عدم التوسع في المعاملة.
3- كتابة الدين والإشهاد عليه.
4- حسن القضاء وعدم المماطلة.

### متى يكون بيع التقسيط مستحباً ؟
يكون بيع التقسيط مستحباً إذا قصد به الإرفاق بالمشتري، فلا يزاد عليه في الثمن لأجل الأجل، إذا كان محتاجاً فقيراُ، أو يؤتمن على السداد، بدون أن يضيق عليه بطلب رهن أو كفالة مثلاً.
وإذا كان البيع إلى أجل لا يقصد به الإرفاق، بل مجرد المعاوضة الكاملة؛ حيث يزاد في الثمن لأجل الأجل، أو تطلب كفالة أو رهن، وهذا البيع مباحاً لا مستحباً.

### تنبيهات متعلقة بالأجل وتحديده في بيع التقسيط
1- يلزم أن تكون المدة معلومة في البيع بالتأجيل والتقسيط.
2- إذا عقد البيع على تأجيل الثمن إلى كذا يوماً أو شهراً أو سنة، أو إلى وقت عند العاقدين صح البيع. فإن أجلها إلى الحصاد ونحوه لم يصح . ويفسد البيع أيضاً إن أجل الثمن إلى مدة غير معينة كالمطر.
3- تعتبر ابتداء مدة الأجل والقسط المذكورين في عقد البيع من وقت تسليم البيع.